# Adelindis von Buchau
Adelindis von Buchau, auch Adelinde genannt, mit ursprünglichem Namen „Haddellind“ (* 735 auf Burg Andechs), war die Stifterin des Damenstifts Buchau, im heutigen Bad Buchau am Federsee. Sie ist nicht zu verwechseln mit Adelindis, der 2. Äbtissin des Klosters.

## Leben

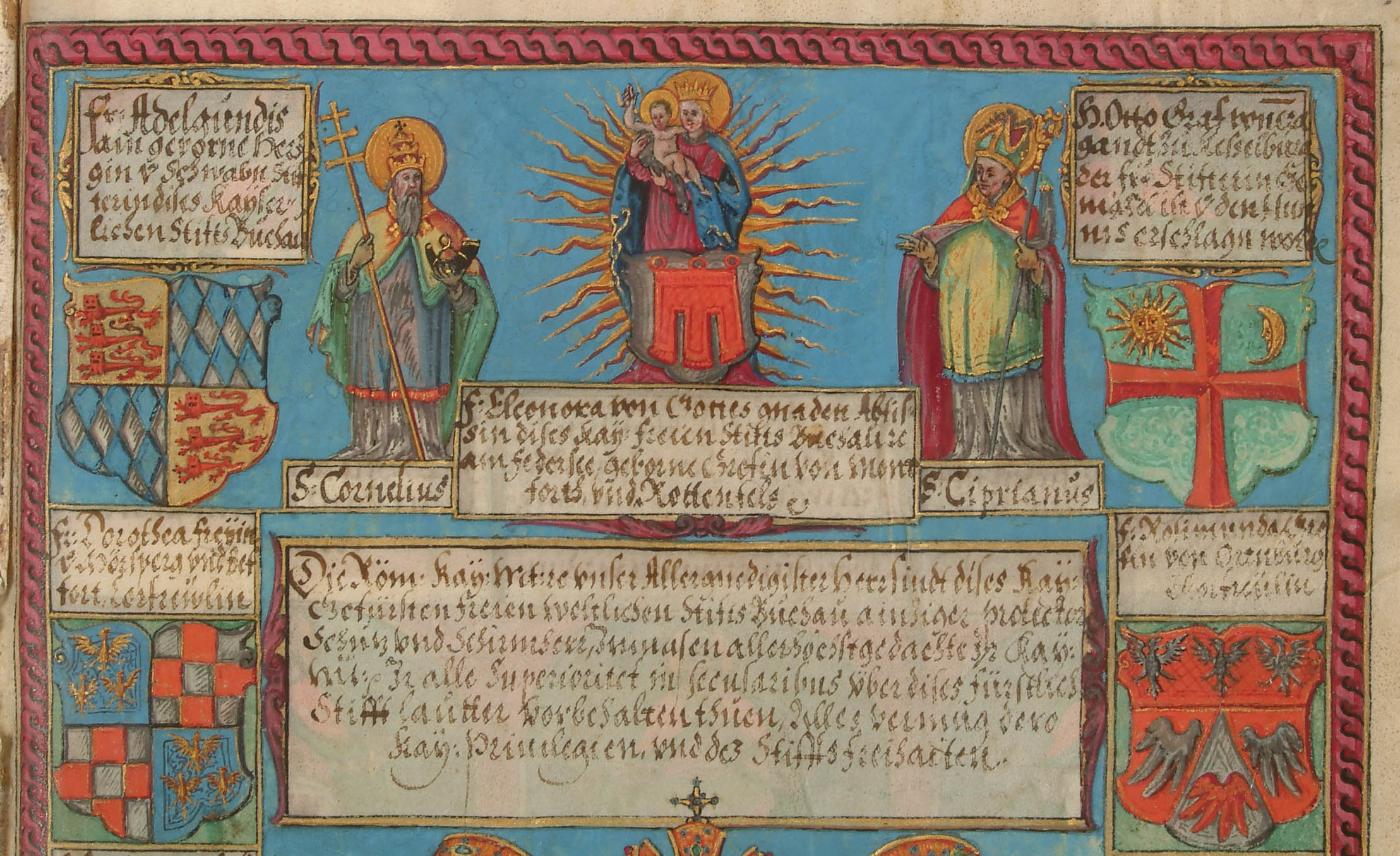
Wappen der Klostergründerin Adelindis

Adelindis war die Tochter eines Herzogs Hildebrand, Mitglied des langobardischen Hochadels und später auf Protektion Karls des Großen Herzogs von Spoleto. Ihre Mutter stammte aus Bayern. Sie heiratete um 750 den fränkischen Grafen Warin. Im Jahre 770 stiftete sie zusammen mit ihrem Gatten das Kloster Buchau.
Über das Grab der Stifterin ist nichts weiter bekannt. Vermutlich war sie selbst in ihrem Leben einmal in Buchau, was sich aber anhand von Dokumenten bis heute nicht belegen lässt. Auch der Todestag an einem 28. August eines unbekannten Jahres ist unbelegbar.

## Regionalkultur
Zu ihrem Gedächtnis wird in Bad Buchau alle zwei Jahre am 28. August das Adelindis-Fest, ein Heimat- und Kinderfest, gefeiert.
Nach ihrem Namen wurde das Bad Buchauer Thermalbad Adelindis-Therme benannt. Die Quelle, aus der das schwefelwasserstoffhaltige Wasser aus 800 Metern Tiefe heraufgepumpt wird und mit 47 Grad die Adelindis-Therme speist, heißt Adelindis-Quelle. Das Mineralwasser wird unter dem Namen Adelindis-Sprudel in Flaschen gefüllt und verkauft. Adelindis II ist eine zweite, im Dezember 2004 erschlossene Thermalquelle neben der Adelindis-Quelle in Bad Buchau.